# Stanisław Anioł (postać filmowa)
Stanisław Anioł – postać filmowa odgrywana przez Romana Wilhelmiego w serialu Alternatywy 4 z 1983 roku, wyreżyserowanym przez Stanisława Bareję. Gospodarz domu i karierowicz.

## Działalność

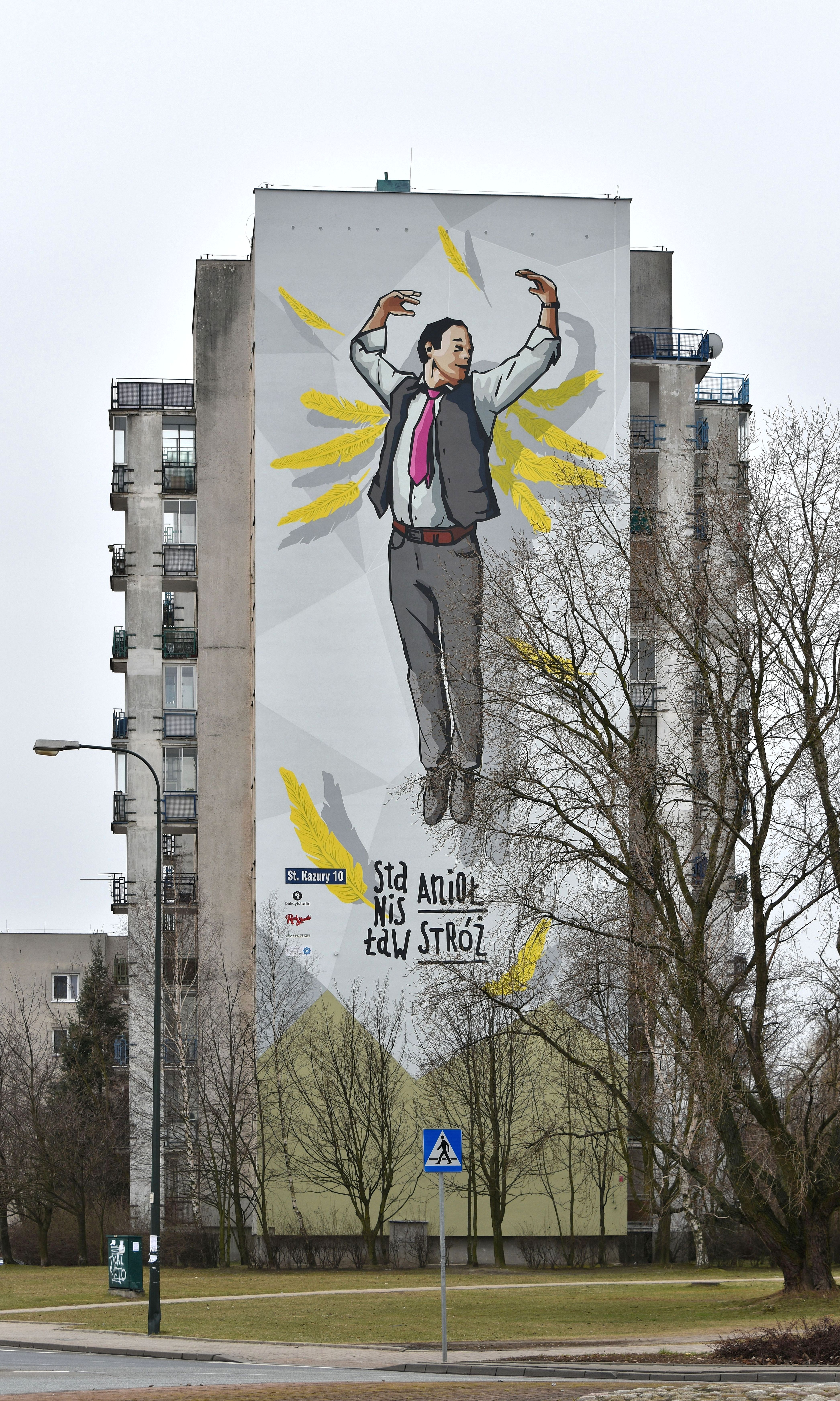
Mural przedstawiający Stanisława Anioła (Roman Wilhelmi) przy ul. Kazury 10 w Warszawie

Anioł początkowo działał jako kierownik Wydziału Kultury w Pułtusku. Mieszkał tam przy ul. Szarej 5. Wyjechał z Pułtuska, twierdząc, że otrzymał mieszkanie i wysokie stanowisko w stolicy. W rzeczywistości został gospodarzem domu w nowo wzniesionym bloku przy ul. Alternatywy 4. Ulubionym pisarzem Anioła jest Anatolij Sofronow, którego często cytuje.
Anioł inwigiluje i zastrasza lokatorów. Nieustannie organizuje czyny społeczne, zebrania, próby chóru i kabaretu. Poskromiony zostaje nawet Balcerek, który jako jedyny nie chciał się poddać reżimowi Anioła. Gospodarz przedstawia mu sfabrykowane skierowanie na odwyk alkoholowy i obiecuje załatwić jego unieważnienie, ale w zamian za posłuszeństwo. Anioł szuka też ciągle możliwości awansu – wyznaje zasadę "nieważne, co kto mówi, ważne pod kogo jest podwieszony".
Gospodarz nie przepuszcza żadnej okazji, aby zyskać coś dla siebie. Inicjatywę obywatelską (ogrzewanie domu przy pomocy lokomotywy) przekuwa szybko na swój sukces (artykuł w prasie). Pozyskane informacje wykorzystuje do szantażu lub manipulowania innymi. Przypadkowo odebrany telefon jest dla niego okazją do ściągnięcia na ul. Alternatywy 4 światowej delegacji burmistrzów i pochwalenia się swoimi osiągnięciami. W wyniku porozumienia mieszkańców pokazówka przygotowana na wizytę delegacji okazuje się fiaskiem. Anioł jednak i tak wychodzi na swoje – zostaje kierownikiem odpowiedzialnym za redystrybucję funduszy przeznaczonych na poprawę warunków bytowych na osiedlu.

## Upamiętnienie
W listopadzie 2016 roku na bloku przy ul. Kazury 10 w Warszawie odsłonięto mural upamiętniający postać Stanisława Anioła. Projekt graficzny przedstawia Romana Wilhelmiego w pozie „takiego orła” z rękoma uniesionymi do góry, ze sceny, w której grając gospodarza domu przekazywał instrukcje mieszkańcom na temat układanki z potłuczonych talerzy.

## Źródła
1. ↑  ś, Odsłonięto mural ze Stanisławem Aniołem. "To postać jak Frank Underwood" [online], warszawa.wyborcza.pl, 10 listopada 2016 [dostęp 2021-10-19].
2. ↑  Stanisław Anioł wraca na Ursynów! Kolejny mural już się robi [online], www.haloursynow.pl [dostęp 2021-10-19] (pol.).